# Томбет
Томбет (исп. tombet или tumbet ) — традиционное овощное блюдо на Мальорке, овощная запеканка, состоящая из слоев нарезанного картофеля, баклажанов и красного болгарского перца, предварительно обжаренных на оливковом масле. Его можно найти практически в каждом местном ресторане на острове. Томбет часто подают с рыбой или мясом, но сам по себе он является хорошим вегетарианским блюдом.

## Приготовление
В форму для запекания выкладывают слоями предварительно обжаренные картофель, помидоры, баклажаны, кабачки, сладкий перец. Слои промазываются горячим томатным соусом или софрито, или же блюдо поливается им сверху. После этого блюдо отправляется в духовку. В некоторых рецептах томбет не запекается.
Томбет — это мальоркская версия окситанского рататуя или каталонской самфаины. Под влиянием этих блюд в наши дни некоторые кулинары добавляют в овощную смесь кабачки, но этого овоща нет в оригинальном блюде.